# 1760
| [ Edytuj tabelę ]              | |
| Król Polski                    | - 1733 August III Sas 1763 |
| Emir Afganistanu               | - 1747 Ahmed Szah Abdali (padyszach) 1772 |
| Współksiążęta Andory           | - 1757 Francesc Josep Catalán de Ocón 1762 - 1715 Ludwik XV 1774 |
| Elektor Bawarii                | - 1745 Maksymilian III Józef 1777 |
| Sułtan Brunei                  | - 1745 Hussin Kamaluddin 1762 |
| Cesarz Chin                    | - 1735 Qianlong 1796 |
| Król Czech                     | - 1743 Maria Teresa 1780 |
| Król Danii                     | - 1746 Fryderyk V 1766 |
| Dalajlama                      | - 1758 Jamphel Gjaco 1804 |
| Cesarz Etiopii                 | - 1755 Joas I 1769 |
| Król Francji                   | - 1715 Ludwik XV 1774 |
| Król Hiszpanii                 | - 1759 Karol III 1788 |
| Landgraf Hesji-Kassel          | - 1751 Wilhelm VIII Heski 1760 - 1760 Fryderyk II Heski 1785 |
| Stadhouder Holandii            | - 1751 Wilhelm V Orański 1795 |
| Szach Iranu                    | - 1750 Karim Chan 1779 |
| Państwo Wielkich Mogołów       | - 1759 Shah Alam II 1806 |
| Król Irlandii                  | - 1727 Jerzy II Hanowerski 1760 - 1760 Jerzy III Hanowerski 1820 |
| Cesarz Japonii                 | - 1747 Momozono 1762 |
| Kalif                          | - 1757 Mustafa III 1773 |
| Patriarcha Konstantynopola     | - 1757 Serafim II 1761 |
| Władca Korei                   | - 1724 Yŏngjo 1776 |
| Książę Kurlandii i Semigalii   | - 1759 Karol Krystian Wettyn 1763 |
| Emir Kuwejtu                   | - 1752 Sabah I 1762 |
| Książę Liechtensteinu          | - 1748 Józef Wacław 1772 |
| Sułtan Maroka                  | - 1757 Muhammad III 1790 |
| Książę Monako                  | - 1733 Honoriusz III 1793 |
| Król Nawarry                   | - 1710 Ludwik XV 1774 |
| Król Norwegii                  | - 1746 Fryderyk V 1766 |
| Sułtan Omanu                   | - 1749 Ahmad ibn Sa’id 1783 |
| Elektor Palatynatu             | - 1742 Karol IV Teodor 1799 |
| Papież                         | - 1758 Klemens XIII 1769 |
| Książę Parmy i Piacenzy        | - 1748 Filip 1765 |
| Król Portugalii                | - 1750 Józef 1777 |
| Król w Prusach                 | - 1740 Fryderyk II Wielki 1772 |
| Car Rosji                      | - 1741 Elżbieta 1762 |
| Cesarz Rzymski (niemiecki)     | - 1745 Franciszek I Lotaryński 1765 |
| Kapitanowie Regenci San Marino | - 1759 Giovanni Antonio Leonardelli Filippo Fazzini 1760 - 1760 Aurelio Valloni Francesco Antonio Righi 1760 - 1760 Giambattista Angeli Giovanni Pietro Martelli 1761 |
| Elektor Saksonii               | - 1733 Fryderyk August II (król Polski) 1763 |
| Król Sardynii                  | - 1730 Karol Emanuel III 1773 |
| Król Szwecji                   | - 1751 Adolf Fryderyk 1771 |
| Król Tajlandii                 | - 1758 Suriyamarin 1767 |
| Sułtan Turków                  | - 1757 Mustafa III 1774 |
| Doża Wenecji                   | - 1752 Francesco Loredano 1762 |
| Król Węgier                    | - 1740 Maria Teresa 1780 |
| Monarcha Wielkiej Brytanii     | - 1727 Jerzy II 1760 - 1760 Jerzy III 1820 |
| Premier Wielkiej Brytanii      | - 1757 Thomas Pelham-Holles 1762 |

Rok 1760 / MDCCLX
stulecia: XVII wiek ~
XVIII wiek ~
XIX wiek

lata: 1750 «
1755 «
1756 «
1757 «
1758 «
1759 «
1760
» 1761
» 1762
» 1763
» 1764
» 1765
» 1770

## Wydarzenia w Polsce
- 8 stycznia – książę kurlandzko-semigalski Karol Krystian Wettyn złożył w Warszawie hołd lenny królowi Augustowi III.
- 22 lutego – kardynał Antonio Eugenio Visconti został nuncjuszem apostolskim w Polsce.
- 26 sierpnia – wojna siedmioletnia: nieudany szturm Rosjan na kołobrzeską twierdzę.

- W katedrze wawelskiej ukończono wykonanie okazałych pomników nagrobnych Michała Korybuta Wiśniowieckiego i Jana III Sobieskiego według projektu Franciszka Placidiego, fundacji Michała Kazimierza Radziwiłła, hetmana wielkiego litewskiego.
- W Wilnie zaczęła ukazywać się pierwsza gazeta – Kurier Litewski.

## Wydarzenia na świecie
- 7 stycznia – odkryto kometę C/1760 A1 (Wielka Kometa 1760).
- 9 stycznia – zwycięstwo wojsk afgańskich nad siłami Imperium Marathów w bitwie pod Barari Ghat.
- 15 lutego – w pobliżu Plymouth zatonął brytyjski okręt wojenny HMS „Ramillies”; zginęło ponad 800 osób.
- 20 marca – w Bostonie spłonęło 349 budynków.
- 28 kwietnia – wojna siedmioletnia: zwycięstwo wojsk francuskich nad brytyjskimi w bitwie pod Quebekiem.
- 23 czerwca – wojna siedmioletnia: Austriacy pokonali wojska pruskie w bitwie pod Landeshut.
- 31 lipca – wojna siedmioletnia: zwycięstwo wojsk brytyjsko-hanowersko-heskich nad francuskimi w bitwie pod Warburgiem.
- 15 sierpnia – nad ranem rozpoczęła się jedna z największych bitew wojny siedmioletniej i dziejów świata: bitwa pod Legnicą. Naprzeciw siebie stanęli Austriacy i Prusacy. Obie armie szacuje się na ok. 100 000 wojska. Bitwa w wyniku poświęcenia pruskich żołnierzy i wysadzenia zapasów prochu wojska austriackiego została wygrana przez Prusaków. Austriakami dowodził generał Ernest Laudon, a wojskami Prus Fryderyk II Wielki.
- 16 sierpnia – brytyjska wojna z Francuzami i Indianami: rozpoczęła się bitwa o Tysiąc Wysp.
- 18 września – upadek francuskiej twierdzy Quebec przesądził o przejęciu Kanady przez Anglików.
- 15 października – wojna siedmioletnia: bitwa pod Kloster Kamp.
- 25 października – Jerzy III objął brytyjski tron.
- 3 listopada – wojna siedmioletnia: zwycięstwo wojsk pruskich nad austriackimi w bitwie pod Torgau.

## Urodzili się
- 12 stycznia – Zofia Potocka, ulubienica europejskich salonów, szpieg (zm. 1822)
- 15 marca – Jan z Triory, włoski franciszkanin, misjonarz, męczennik, święty katolicki (zm. 1816)
- 24 marca - Jesse Franklin, amerykański major, polityk, senator ze stanu Karolina Północna (zm. 1823)
- 19 kwietnia - Teofil Wojciech Załuski, polski polityk (zm. 1831)
- 10 maja – Claude Joseph Rouget de Lisle, kapitan i inżynier wojskowy, rojalista; autor pieśni, poeta i pisarz, autor Marsylianki
- 11 czerwca – Maria Augustyna od Najśw. Serca Jezusa Déjardins, francuska urszulanka, męczennica, błogosławiona katolicka (zm. 1794)
- 8 lipca
  - Christian Kramp, francuski matematyk zajmujący się teorią silni (zm. 1826)
  - Ignacy Miączyński, polski szlachcic, polityk (zm. 1809)
- 26 lipca – Jan I, książę Liechtensteinu (zm. 1836)
- 7 sierpnia - Anna Margaretha Zwanziger, niemiecka seryjna morderczyni (zm. 1811)
- 20 września - John Rutherfurd, amerykański prawnik, polityk, senator ze stanu New Jersey (zm. 1840)
- 16 października - Jonathan Dayton, amerykański polityk, senator ze stanu New Jersey (zm. 1824)
- 31 października – Katsushika Hokusai, japoński malarz (zm. 1849)
- 1 grudnia - Klemens Bąkiewicz, polski duchowny katolicki, biskup sandomierski (zm. 1842)
- 2 grudnia - John Breckinridge, amerykański polityk, prokurator generalny USA (zm. 1806)
- 29 grudnia - Stevens Thomson Mason, amerykański prawnik, wojskowy, polityk, senator ze stanu Wirginia (zm. 1803)

data dzienna nieznana: 
- Karol Ludwik Hurtrel, francuski minimita, męczennik, błogosławiony katolicki (zm. 1792)
- Augustyn Jeong Yak-jong, koreański męczennik, błogosławiony katolicki (zm. 1801)
- Piotr Liu Wenyuan, chiński męczennik, święty katolicki (zm. 1834)
- Paweł Yun Yu-il, koreański męczennik, błogosławiony katolicki (zm. 1795)

## Zmarli
- 27 września – Maria Amalia Wettyn, królewna polska, księżniczka saska, królowa neapolitańska, sycylijska i hiszpańska (ur. 1724)
- 25 października – Jerzy II, król Wielkiej Brytanii i elektor Hanoweru (ur. 1683)

## Święta ruchome
- Tłusty czwartek: 14 lutego
- Ostatki: 19 lutego
- Popielec: 20 lutego
- Niedziela Palmowa: 30 marca
- Wielki Czwartek: 3 kwietnia
- Wielki Piątek: 4 kwietnia
- Wielka Sobota: 5 kwietnia
- Wielkanoc: 6 kwietnia
- Poniedziałek Wielkanocny: 7 kwietnia
- Wniebowstąpienie Pańskie: 15 maja
- Zesłanie Ducha Świętego: 25 maja
- Boże Ciało: 5 czerwca